# Área de Proteção Ambiental das Reentrâncias Maranhenses
A área de proteção ambiental das Reentrâncias Maranhenses (APA das Reentrâncias Maranhenses) é uma unidade de conservação brasileira de uso sustentável da natureza que ocupa parte do território dos municípios maranhenses de Alcântara, Apicum-Açu, Bacuri, Bequimão, Carutapera, Cedral, Central do Maranhão, Cururupu, Cândido Mendes, Godofredo Viana, Guimarães, Luís Domingues, Mirinzal, Porto Rico do Maranhão, Serrano do Maranhão e Turiaçu, ocupando o recortado litoral ocidental maranhense, do Golfão Maranhense até a foz do rio Gurupi.

## História
Esta área de proteção ambiental (APA) de uso sustentável maranhense foi criada em 11 de junho de 1991 através do Decreto Estadual n° 11 901, que em 1993 foi designada como Sítio Ramsar (Convenção sobre as Zonas Húmidas de Importância Internacional Especialmente Enquanto Habitat de Aves Aquáticas).
As Reservas Extrativistas de Cururupu, Arapiranga-Tromaí e Itapetinga se localizam na região das Reentrâncias.

## Caracterização e importância

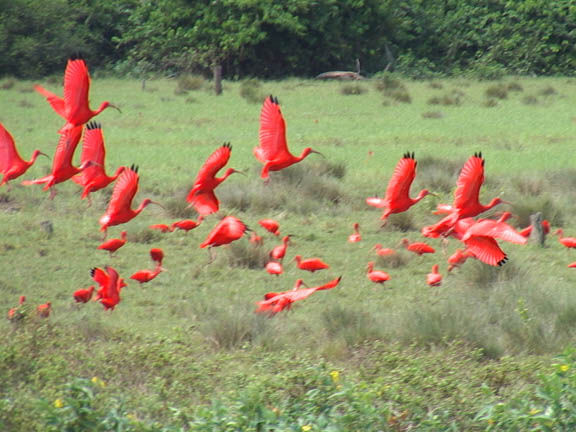
Revoadas dos Guarás

Abrangendo uma área de 2 631 260 ha, a APA das Reentrâncias Maranhenses protege a planície costeira com suas ilhas, baías, enseadas, e um complexo estuarino, com canais, igarapés, manguezais, que abrigam e alimentam diversas espécies de peixes, crustáceos, moluscos e aves migratórias.

### Baías
A APA abrange as baías de Cumã, do Capim, dos Lençóis, de Turiaçu, de Mutuoca, de Maracaçumé, do Carará, do Piracau, do Tromaí, de Iririaçu, de Iriri-mirim, do Gurupi. 

### Ilhas
Diversas ilhas estão localizadas na região, como por exemplo Magunça, Campelo, dos Lençóis, Inglês, Japariquara, da Mutuoca, Adeusinho, São Jorge, Irmãos, São Joãozinho. 

### Rios
Entre os rios que desaguam nas Reentrâncias, estão o rio Gurupi, rio Iriri-mirim, rio Iriri-açu, rio Tromaí, rio Maracaçumé, rio Turiaçu, rio Uru, rio Pericumã, rio Aurá.

### Vegetação
Seus biomas predominantes são: Amazônia (38,3%) e Costeiro e Marinho (61,7%).
As Reentrâncias Maranhenses constituem, junto com a área de manguezais encontrada no Pará, na maior área contínua desse ecossistema no mundo.
O manguezal é um ecossistema rico em biodiversidade e berçário natural de diversas espécies pesqueiras. Além disso, possui significativa importância social, sendo uma área onde diversas famílias têm nos recursos pesqueiros sua principal fonte de alimentação e renda.

### Costa de rias
Entre Belém (PA) e São Luís (MA), a costa é extremamente recortada e instável, recebendo a denominação de costa de rias ou reentrâncias maranhenses. Constituem vales fluviais afogados pela última subida do nível do mar (transgressão marinha), há cerca de 6.000 anos. Sua posterior descida expôs sedimentos finos propícios à colonização pelos mangues, que encontraram ambientes e condições perfeitas para o seu estabelecimento e manutenção, tendo em vista que costa, o regime de macromaré (uma das maiores do mundo) e o clima quente e úmido da Zona Equatorial colaboram para o seu desenvolvimento.
A APA também tem excepcional importância para as aves migratórias limícolas provindas do Hemisfério Norte que utilizam as Reentrâncias Maranhenses como ponto de pouso e alimentação. Por esse motivo, foi incluída na Rede Hemisférica Ocidental de Reservas para Aves Limícolas.

## Biodiversidade e conservação
A APA também protege uma grande área do ecossistema marinho onde podem ser encontradas espécies ameaçadas como peixe-boi marinho (Trichechus manatus), mero (Epinephelus itajara), golfinho (Sotalia guianensis), tartaruga marinha (Eretmochelys imbricata), espadarte (Pristis pectinata), cação-bicudo (Isogomphodon oxyrhynchus ), tubarão-limão (Negaprion brevirostris), tubarão-lixa (Ginglymostoma cirratum), trinta-réis-real (Thalasseus maximus), capininga (Trachemys adiutrix), maçarico-de-papo-vermelho (Calidris canutus) e o guará (Eudocimus ruber), que deu nome à Floresta dos Guarás, dentre outras.
Trata-se de ecossistema ameaçado, vítima das queimadas, do desmatamento de manguezais e da disposição inadequada de resíduos sólidos e efluentes industriais, hospitalares e domésticos.

## Galeria

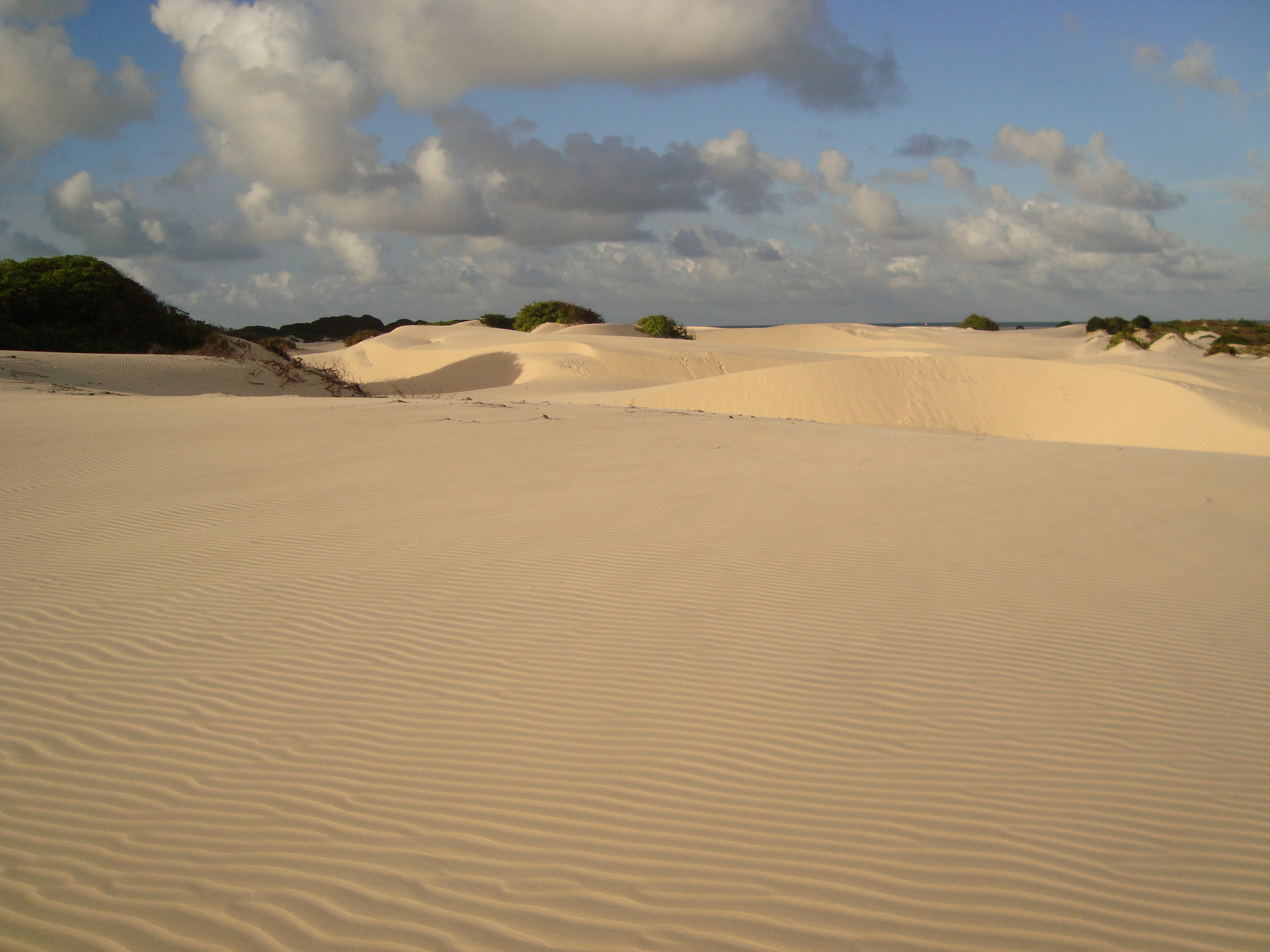
Ilha dos Lençóis, em Cururupu-MA.
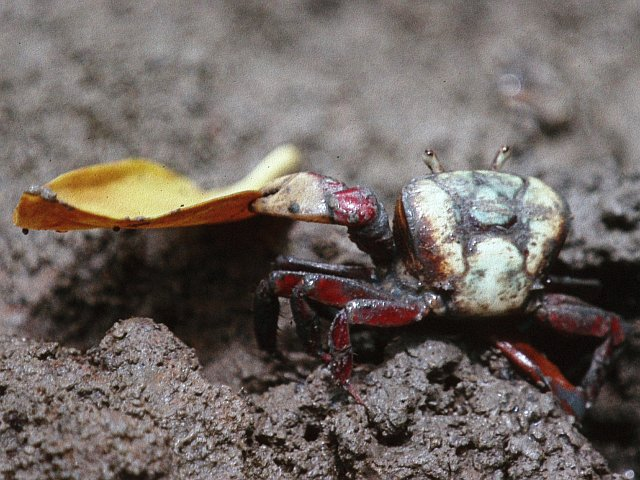
Caranguejo-uçá
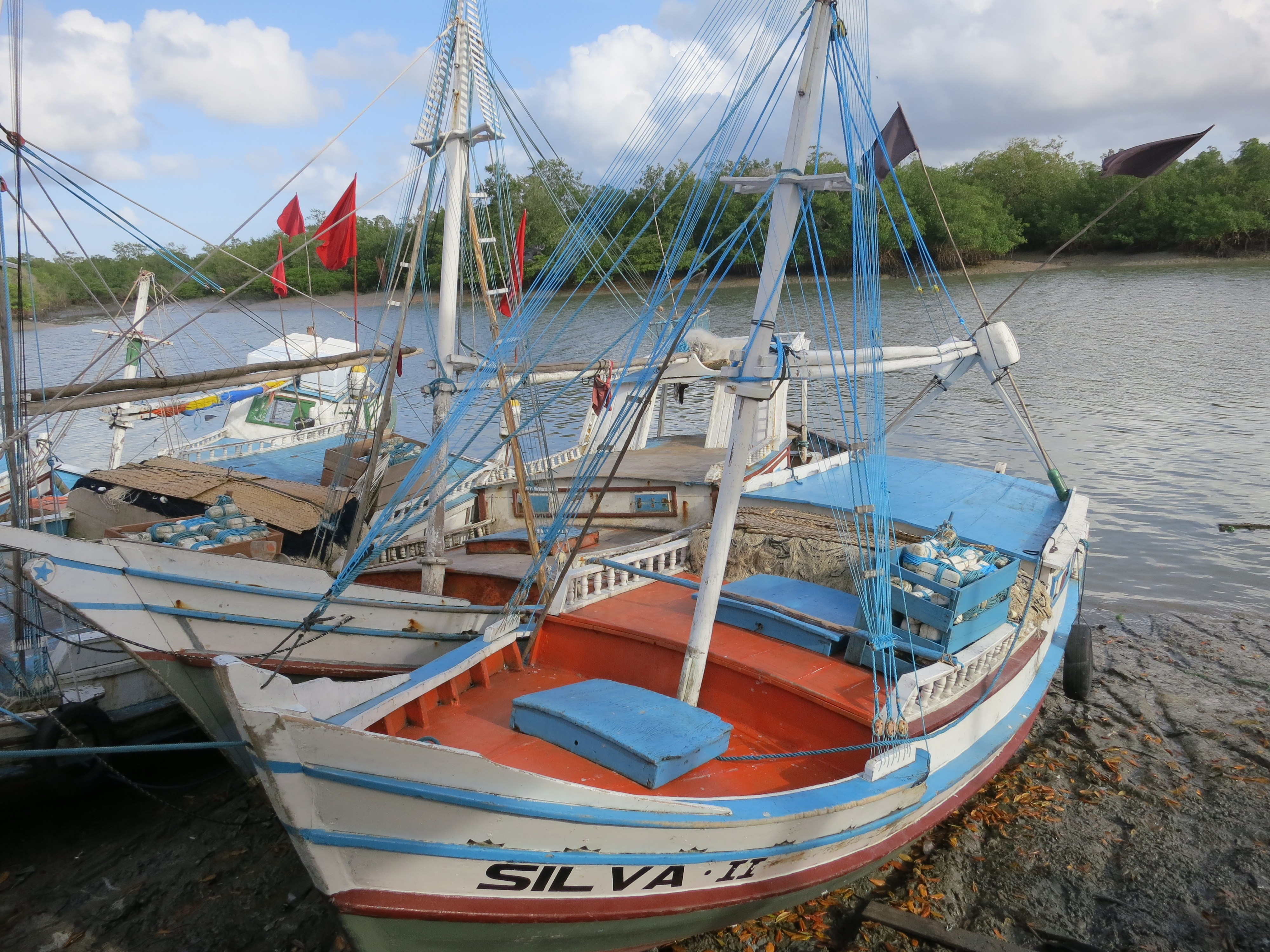
Barcos em Apicum-açu
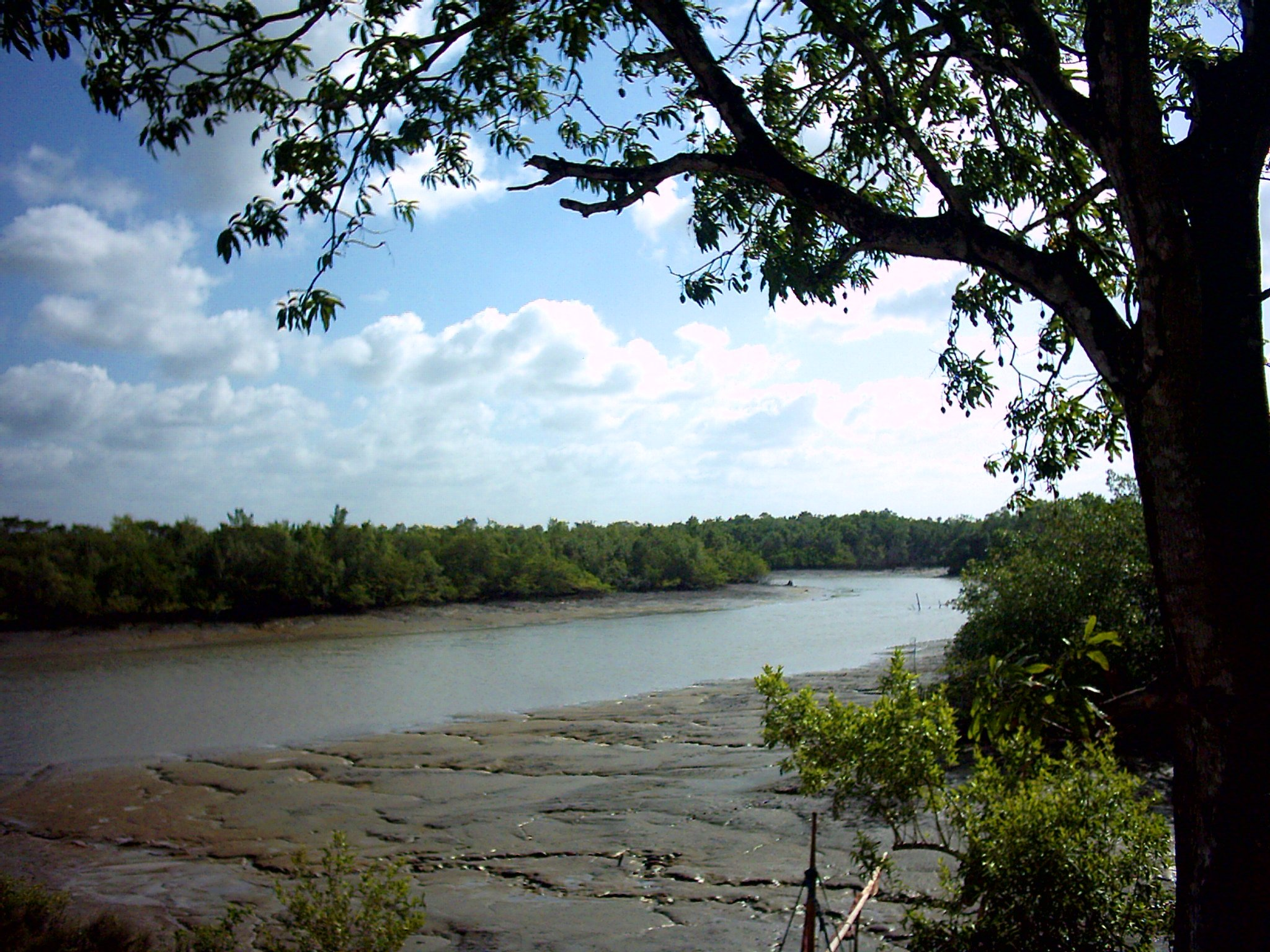
Vista do Rio Sipotiúa na APA das Reentrâncias Maranhenses